# Chiesa evangelica di Blankenstein
La chiesa evangelica di Blankenstein è una chiesa del XVIII secolo situata nel quartiere di Blankenstein, nella città tedesca di Hattingen.

## Storia
La dottrina luterana è stata introdotta durante il mandato del cappellano del castello Wilhelm Steintgen (1527-1540) a Blankenstein. La parrocchia evangelica di Plattenkalk ha ricevuto alcuni decenni più tardi, il 16 agosto 1607, dal duca Giovanni Guglielmo I il permesso di staccarsi dalla parrocchia di San Giorgio a Hattingen. Oggi, la chiesa è il centro della comunità evangelica creata nel 2005 dall'unione Welper-Blankenstein con circa 4000 membri.
La chiesa attuale, fu probabilmente costruita nel 1767, come indicato dall'anno sull'ingresso della Torre. È situato presso il ponte tra il vecchio e l'attuale castello di Burg Blankenstein. La torre stessa è stata costruita nel 1775. Sul lato sud della navata è presente un vecchio ingresso. L'altare ligneo del pulpito risale al primo barocco, il fonte battesimale al 1689; le vetrate sono dell'anno 1870.
La chiesa è stata ristrutturata negli anni 1973 e 1974. Dal 2006, il comune raccoglie fondi per ulteriori riparazioni. La chiesa evangelica Blankenstein non è distante dalla chiesa cattolica San Giovanni Battista, che si trova sulla piazza del Mercato.